# Park Gyu-young
Dans ce nom coréen, le nom de famille, Park, précède le nom personnel.
Pour les articles homonymes, voir Park.
Park Gyu-young (hangeul : 박규영 ; hanja : 朴圭瑛 ; RR : Bak Gyuyeong ; MR : Pak Kyuyŏng) est une actrice sud-coréenne, née le 27 juillet 1993 à Pusan.
Elle se fait connaître grâce à ses rôles dans le séries télévisées It's Okay to Not Be Okay (2020), Sweet Home (2020) et Squid Game 2  (2024).

## Biographie

### Jeunesse et formations
Park Gyu-young naît le 27 juillet 1993 à Pusan. Elle fréquente le lycée Pusan Foreign Language High School (en), spécialisé dans les langues et la culture internationale, puis l'université Yonsei pour le département de vêtements et de l'environnement. Elle y obtient son diplôme en 2020.

### Carrière
En décembre 2019, Netflix annonce son engagement dans un rôle secondaire pour la série Sweet Home

## Filmographie partielle

### Séries télévisées
- 2020 : It's Okay to Not Be Okay (사이코지만 괜찮아) : Nam Joo-ri
- 2020-2023 : Sweet Home (스위트홈) : Yoon Ji-soo
- 2021 : Dali & Cocky Prince (달리와 감자탕) : Kim Dali
- 2023 : Celebrity (셀러브리티): Seo A-ri
- 2024 : Squid Game 2 (오징어 게임) : Kang No-eul
- 2025 : Nine Puzzles (나인 퍼즐) : 오징어 게임